# Джонні Міллер
Джон Макдональд Міллер (англ. John MacDonald Miller; 15 грудня 1905 — 23 червня 2008) — американський пілот, яким першим здійснив трансконтинентальний політ у США на гвинтокрилі, першим приземлився на даху будівлі, і першим здійснив плановий поштовий політ на гвинтокрилі. Він також був пілотом-випробувачем і капітаном комерційного судна. Він став найстарішим активним пілотом в США, здійснивши перший рейс на свій 18-й день народження і закінчивши у віці 101 року. Міллер помер у віці 102 роки.

## Раннє життя
Джон Міллер був першою дитиною Теодора і Флоренс МакДональд Міллер з міста Пукіпсі у штаті Нью-Йорк. У нього були сестра, фоторепортер Елізабет та брат Ерік. Теодор Міллер був менеджером машинобудівної компанії De Laval.
Міллер здійснив свій перший політ на Curtiss JN-4 Jenny влітку 1922 року в місті Езбері-Парк (Нью-Джерсі).

## Барнштормінг
У 1923 році пілот-барнштормер Слоун Тейлор здійснював розважальні польоти на літаку «Jenny» з поля біля свого дому, а 17-річний Міллер, який працював у механічній майстерні під час шкільних канікул, допомагав йому з обслуговуванням та ремонтом. Наприкінці сезону Тейлор дав Міллеру 5 хвилин політати на літаку, а потім подарував йому Jenny, сказавши, що буде дешевше купити новий літак, ніж ремонтувати цей. Міллер здійснив кілька розважальних польотів за винагороду.
У 1927 році Міллер закінчив курс інженера-механіка в Технологічному інституті Пратта, деякий час працював механіком у Літаючому цирку Гейтса. У 1928 році отримав ліцензію транспортного пілота в Льотній школі польотів Кертісса в Мінеолі, Лонг-Айленд, Нью-Йорк. Зійснив багато барнштормових і прогулянкових польотів на своєму чотиримісному Standard J -1. який він відновив протягом шести місяців із майже зруйнованого. Брав участь в авіаперегонах на біплані Travel Air 2000.
У 1927 році мер міста Пукіпсі Джон Келсі Сейг (пізніше став тестем Міллера) заснував аеродром в Ред-Оакс Мілл, яким у 1931 році почав управляти Міллер. Тут він заснував свою компанію Giro Flyers Ltd. Його основним бізнесом був ремонт і технічне обслуговування літаків, переважно моделі New Standard, які використовувалися контрабандистами для доставки алкоголю з Канади. Інтерес Міллера до цього прибуткового бізнесу тривав до кінця заборони в 1933 році, але аеропорт працював до його закриття в 1938 році.

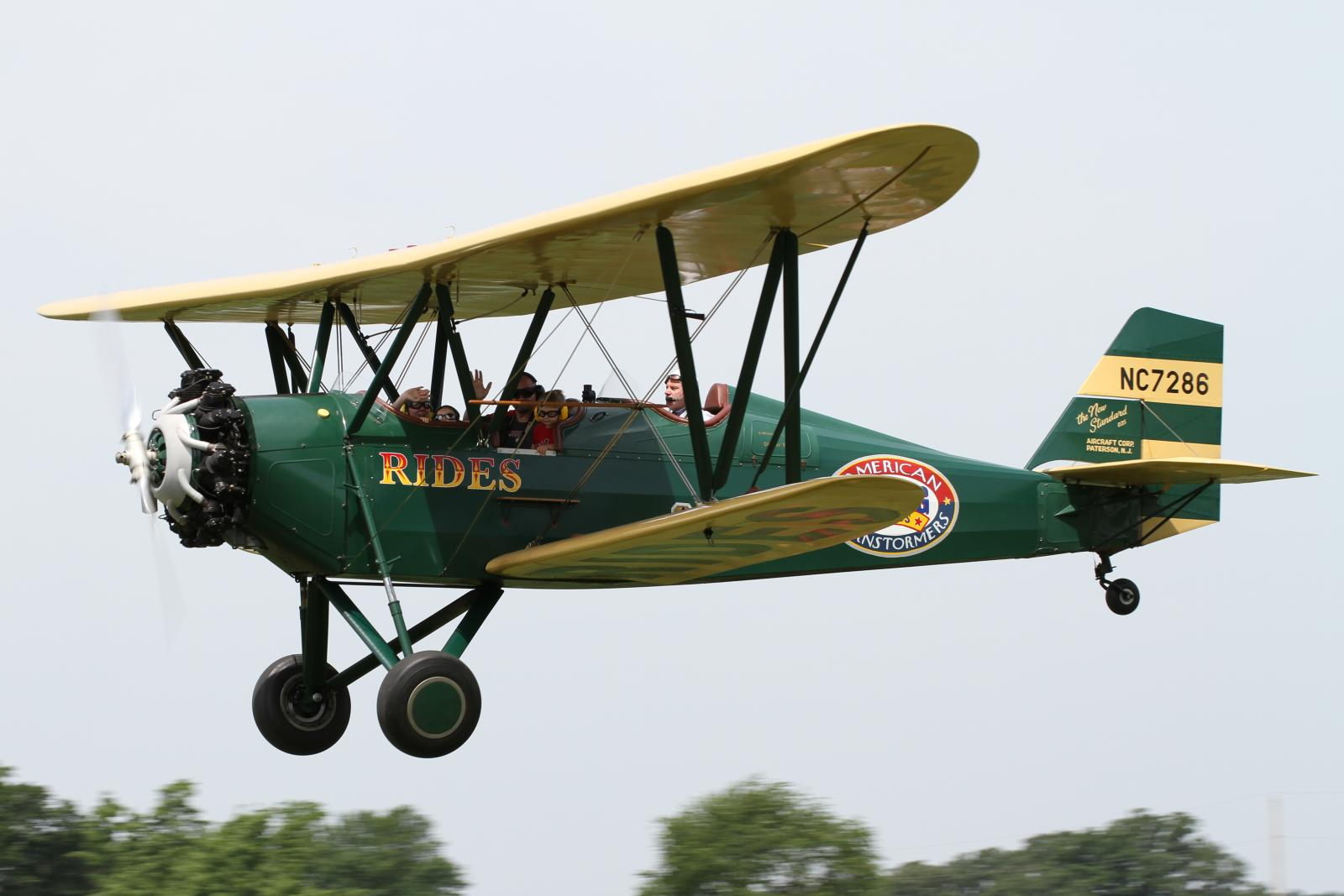
New Standard D-25

У 1931 він придбав New Standard D-24. Його фюзеляж був пошкоджений, коли Ентоні Фоккер зачіпив ряд припаркованих літаків під час посадки свого літака Express в аеропорту Тетерборо . Його приводив в дію 180-сильний двигун Hispano-Suiza E. Міллер перебудував його на 220-сильний двигун Wright J-5, перетворивши його на D-25. Під час виконання фігур вищого пілотажу на New Standard його помітили офіцери Корпусу морської піхоти і запросили приєднатися до резерву в Пенсаколі, штат Флорида, і він деякий час служив у Квантіко, штат Вірджинія. У 1935 році Міллер продав D-25.

## Автожири

### Pitcairn

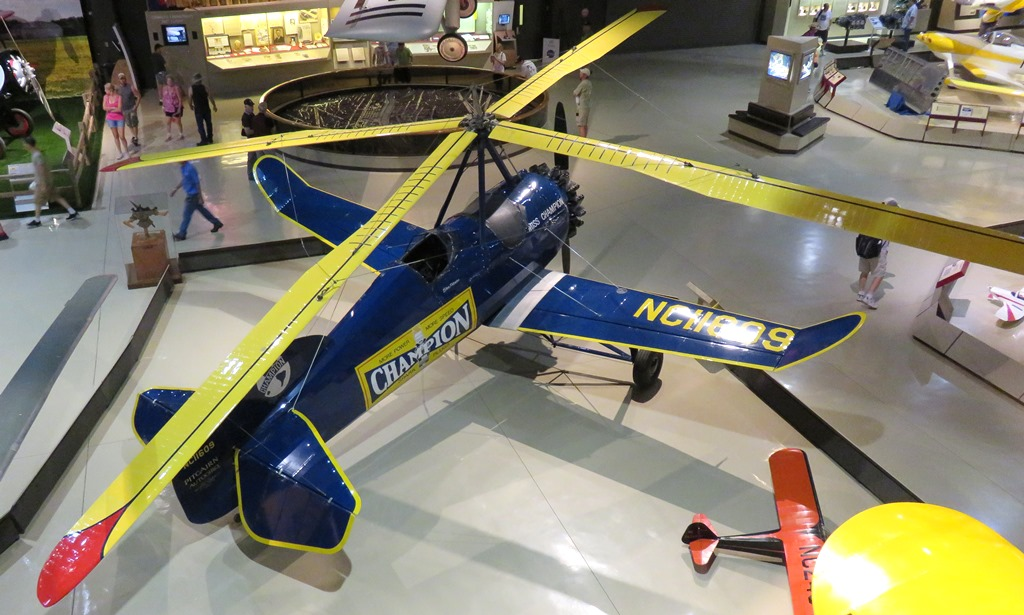
Pitcairn PCA-2, «Міс Чемпіон», NC11609, у музеї EAA, Ошкош, Вісконсін

У 1923 році Міллер прочитав про успіхи Хуана де ла Сієрви з автожирами в Мадриді. Міллер написав йому і отримав два листи у відповідь, пояснюючи, як працюють автожири. У 1929 році Сієрва відвідав США і продав ліцензію на свої розробки Гарольду Піткерну, створивши компанію Pitcairn-Cierva Autogiro. Міллер зустрівся з Піткерном, замовивши PCA-2, ставши першою приватною особою в США, яка придбала автожир за 15 000 доларів.
Тоді Міллер склав план першого трансконтинентального польоту на автожирі, який, як він невдовзі виявив, буде конкурувати з Амелією Ергарт, чий автожир Pitcairn спонсорувала харчова компанія Beech-Nut. З 9 по 12 травня 1931 року він здійснив тренувальні польоти на заводі Піткерна у Віллоу-Гроув, штат Пенсільванія, здійснивши 110 тренувальних посадок із загалом 5,5 години польоту.

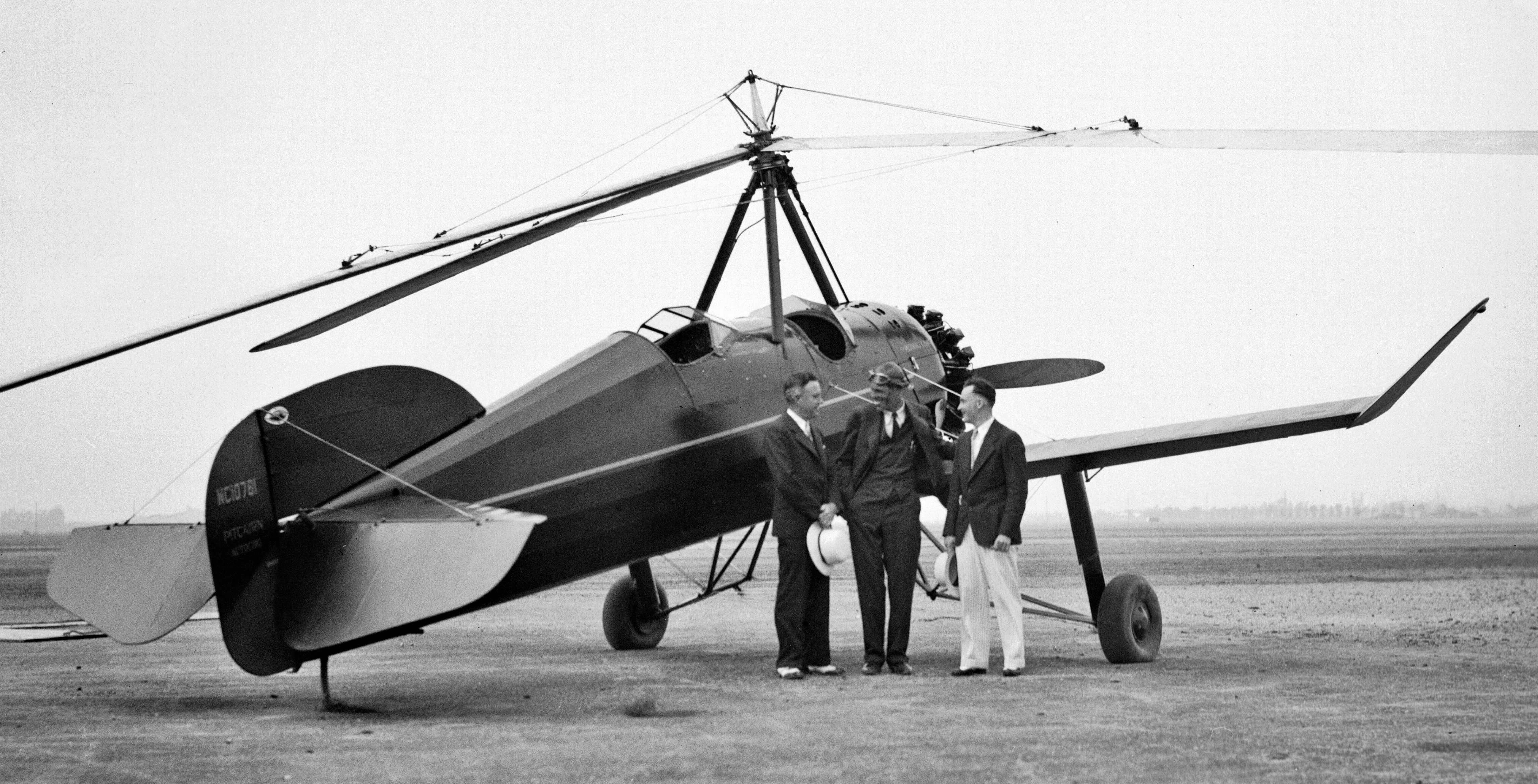
Міллер (у центрі) з Missing Link, 1931 рік

12 травня 1931 року Міллер отримав свою нову машину чорний PCA-2, який він назвав Missing Link  12 травня 1931 року. Через два дні, 14 травня, він розпочав трансконтинентальний переліт.Міллер вирушив із Віллоу Гроув, зупинився на повітряних перегонах Омаха, де виконав 14 демонстраційних польотів, і нарешті 28 травня досяг військово-морської авіабази Сан-Дієго. Він провів у повітрі 43,8 години і не мав механічних проблем з літаком. Його політ встановив рекорд, який протримався 72 роки, коли його побив Ендрю Кіч на Little Wing LW-5 3 жовтня 2003 року.
Перебуваючи в Сан-Дієго, Міллер продемонстрував PCA-2 військовим на базі на Північному острові в Коронадо, покатавши двох адміралів. Це були перші в історії польоти на автожирі на західному узбережжі США. Відзначений нафтовими компаніями та кінозіркою Мері Пікфорд, його виліт було відкладено до 21 червня, коли він почав зворотний рейс до Віллоу-Гроув. Прибув туди 1 липня. Коли механіки Pitcairn оглянули літак, все, що потрібно, це замінити масло.
Ергарт на своєму PCA-2 вирушила з аеропорту Ньюарк Метрополітен 28 травня і після неквапливої подорожі з численними рекламними зупинками досягла Окленда, штат Каліфорнія, 6 червня. Вона та її спонсори були надзвичайно розчаровані, дізнавшись, що Міллер переміг її, і вирішили спробувати перевершити його результат мандрівкою із заходу на схід. Однак під час спроби вона розбилася в Абіліні, штат Техас, завершивши свою подорож потягом. Проте все одно Ергарт отримала більше розголосу, ніж Міллер.
Протягом наступних чотирьох років Міллер продовжував демонструвати автожир на авіаперегонах і авіашоу, а також розвинув навички крутити його, ставши першою людиною, яка коли-небудь робила петлю на вертольоті (хоча не першою людиною, яка продемонструвала це публічно). Він включив маневр у свою виставу. Йому платили 1000 доларів за показ. У 1932 році під час національних повітряних перегонів у Клівленді він виконував імітацію повітряного бою проти модифікованого Curtiss D, і під час приземлення його автожир вдарив Curtiss, коли він пролітав над ним, ймовірно, через сильний вітер.  Міллер і його пасажир не постраждали, але пілот Curtiss, його друг Ел Вілсон, помер через два дні від отриманих травм. Автожир був пошкоджений і простояв на 27 днів в очікуванні нових роторів і керма.

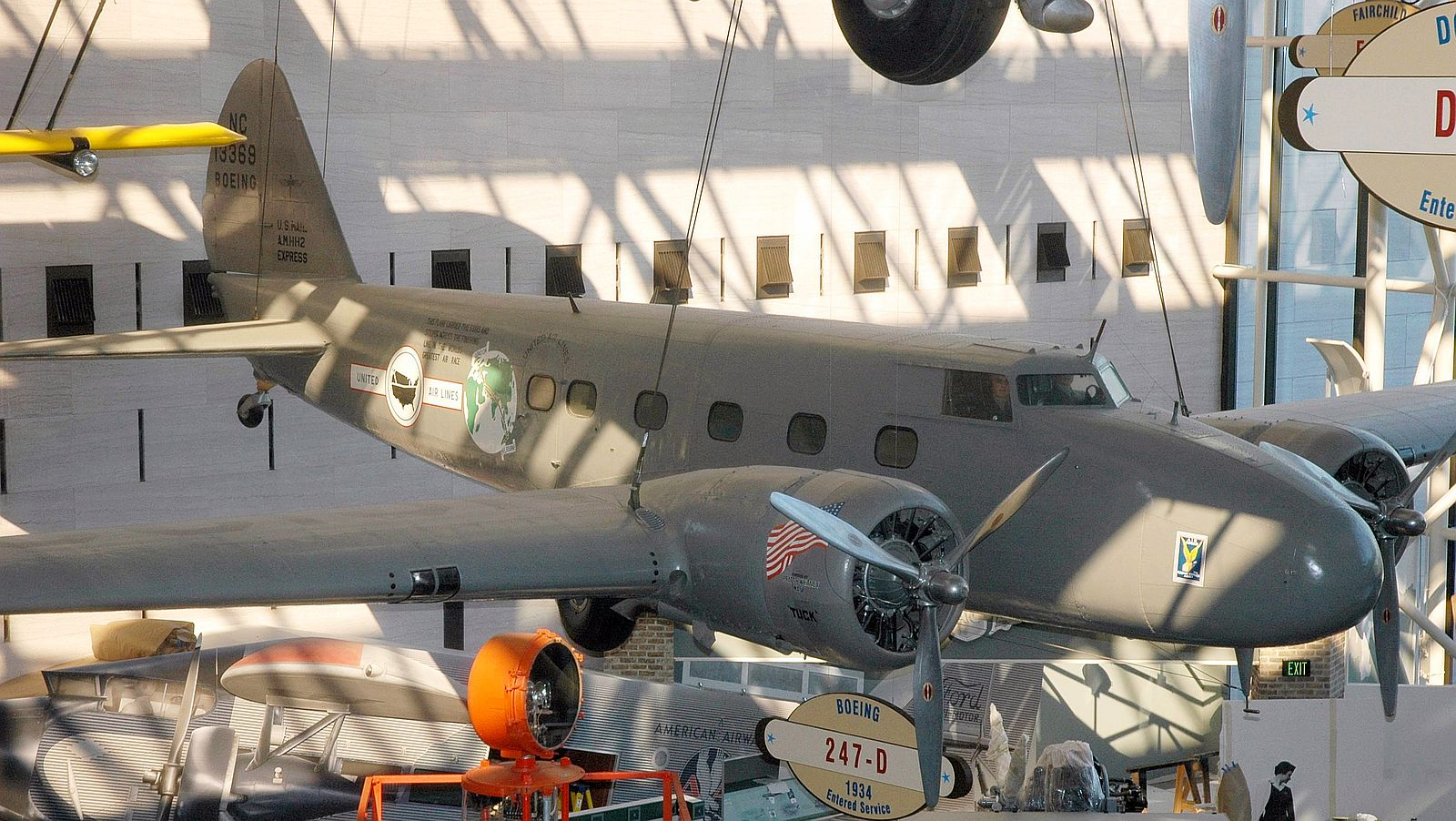
Boeing 247D NC13369 United Air Lines на виставці в NASM

У 1936 році Міллер влаштувався до авіакомпанії United Air Lines як другий пілот Boeing 247 D, літаючи за маршрутами Шаєнн-Солт-Лейк-Сіті та Нью-Йорк-Чикаго. Він літав приблизно 18 місяців і збирався отримати посаду капітана, коли з ним зв'язався В. Воллес Келлетт.

### Келлетт
Келлетт отримав ліцензію на виробництво автожирів Pitcairn і попросив Міллера стати пілотом-випробувачем його нової безкрилої версії, двомісного KD-1. Інші пілоти-випробувачі відмовилися літати на ньому, побоюючись за безпеку літака, але Міллер, добре розуміючи принципи, пов'язані з цим, був переконаний, що радикально новий дизайн буде безпечним, і прийняв пропозицію Келлетта.
Цей успіх підбадьорив Келлетта та Міллера лобіювати у Вашингтоні можливість запустити регулярні поштові рейси на автожирах, і 15 квітня 1938 року було прийнято відповідний акт. Примітно, що закон звільнив гвинтокрили від більшості положень безпеки, які стосуються літаків з фіксованим крилом, головним чином через їх здатність безпечно приземлятися практично будь-де у разі надзвичайної ситуації. Це звільнення значною мірою продовжує діяти в 21 столітті.
Після цього Келлетт звернувся до кількох авіакомпаній з проханням подати заявку на поштові контракти на послуги автожиру. Спочатку зацікавилася лише TWA зацікавилася. Міллер здійснив для них два демонстраційних польоти між поштою Чикаго та муніципальним аеропортом Чикаго (нині аеропорт Мідуей), але TWA відхилила цю ідею.
Потім Келлетт і Міллер звернулися до Едді Рікенбекера з компанії Eastern Air Lines, щоб використати автожири Kellett для перевезення пошти між головним поштовим відділенням у Філадельфії та центральним аеропортом Камден у Нью-Джерсі, на відстань трохи менше шести миль. Рікенбакер був дуже захоплений і погодився провести однорічне випробування. Він запропонував Міллеру посаду головного пілота операції. На подив Келлетта, Міллер попросив удвічі більшу суму, яку йому платив Келлетт, і Рікенбекер погодився, навіть запропонувавши взяти його як звичайного пілота, якщо поштова служба припиниться.

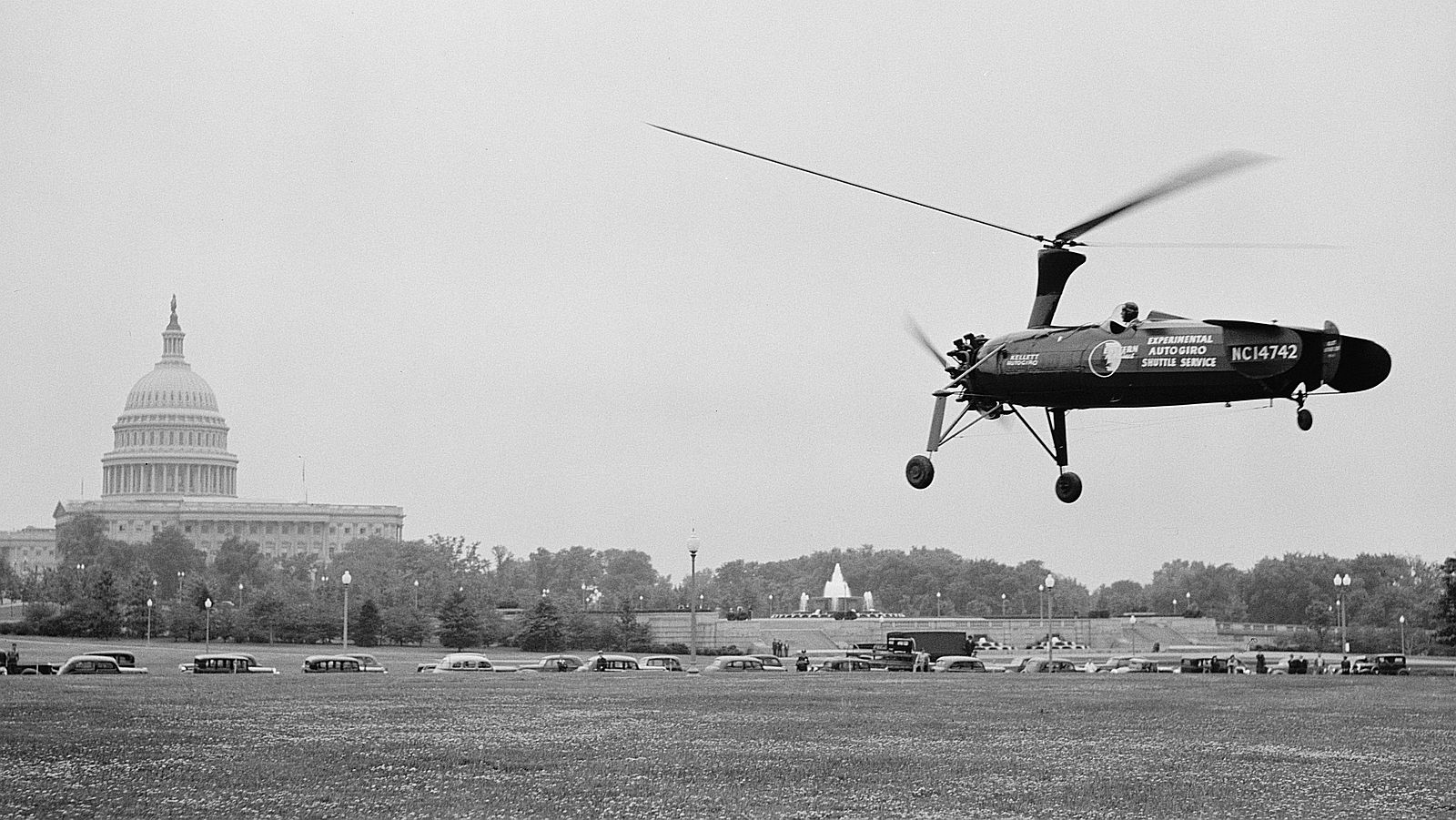
Джонні Міллер летить до Вашингтона на KD-1A 19 травня 1938 року

19 травня 1938 року від імені Eastern Air Lines Міллер здійснив демонстраційний політ поштового літака на прототипі KD-1, тепер модифікованому на KD-1A з поштовим відділенням замість передньої кабіни, з поштової станції Бетесда, штат Меріленд до тимчасового намету поштового відділення біля головного поштового відділення округу Колумбія (нині Національний поштовий музей), а також від поштового відділення округу Колумбія до аеропорту Вашингтон Гувер . Тоді Келлетт розробив нову версію, KD-1B, з капюшоном, що охоплював задню частину, сидінням пілота, радіо, приладами для сліпого польоту, посадковим вогнем та іншими змінами.

Едді Рікенбекер вручає поштову сумку пілоту KD-1B Джонні Міллеру н

Поштова служба Східних авіаліній почала свою роботу 6 червня 1939 року. після того, як Міллер зробив кілька тренувальних польотів, головним чином для того, щоб звикнути до сильної турбулентності, яка відчувається на даху пошти. Використовувався новий KD-1B, а KD-1A служив як резервний. Резервного пілота було найнято після того, як Міллеру довелося взяти два тижні відпустки через грип . Це був Джон «Скіпп» Люкенс, пілот-випробувач з Піткерна.

Це була перша в світі поштова служба, що використовувала гвинтокрил, і перша, яка використовувала дах будівлі для посадки. Служба здійснювала п'ять зворотних рейсів на день, шість днів на тиждень, і Міллер виконував більшість польотів. Був лише один незначний інцидент, коли автожир, яким керував Люкенс, перекинувся через вітер на даху пошти.. Була також одна непланова посадка на вільній ділянці Люкенсом через підозру на обмерзання карбюратора. Після короткого очікування він знову злетів без проблем. Контракт був завершений 5 червня 1940 року, але не був продовжений, тому Міллер став працювати в авіакомпанії як пілот літака.

## Пізніша кар'єра

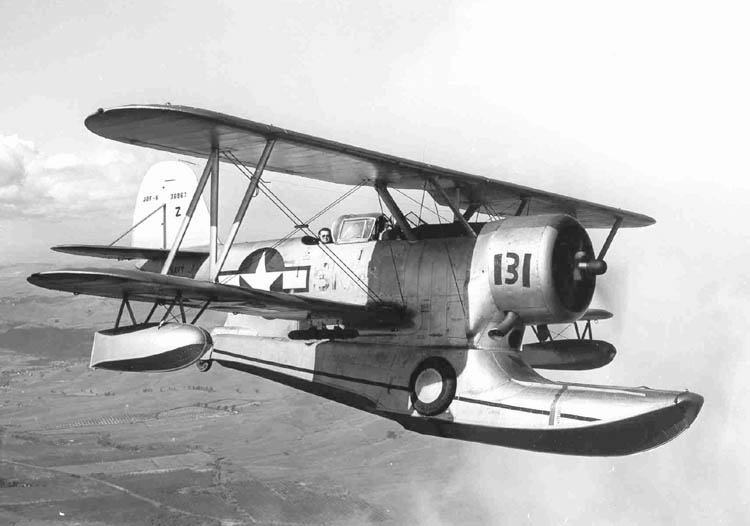
Grumman J2F-6 К, на якому літав Міллер

У компанії Eastern Air Lines він літав на Douglas DC-2 і DC-3. Він також заснував Miller's Machine Works, а у вихідні дні виготовляв дрібні деталі для Columbia Aircraft Corporation, яка почала виробляти Grumman J2F-6 Ducks Наприкінці 1941 року, оскільки Міллер був резервістом, але занадто старим для бойового чергування, його запросили стати головним льотчиком-випробувачем. У 1946 році він також випробував обидва прототипи невдалої заміни Duck, моноплана Columbia XJL-1 . Повернувшись до Eastern Air Lines, протягом наступних 25 років він продовжував літати на Douglas DC-4, DC-6, DC-7, Lockheed Constellation і Electra, а також на DC-8.
Протягом останньої частини своєї кар'єри він щодня літав на роботу на своєму Beech V35A Bonanza N19WC з Пукіпсі до аеропорту Нью-Йорка.
Міллер залишив Eastern Air Lines у 1965 році з досвідом понад 35 000 годин льотних годин.
Потім Міллер придбав тримісну версію гелікоптера Bell 47 G, на якому він літав за контрактом, часто для поліції до 1971 року, коли поліція купила власний гелікоптер. Він намагався зацікавити місцеву лікарню отримати вертодром, але ця ідея їм не сподобалася, і він пішов з комерційної авіації.

У 2001 році, у 70-ту річницю свого трансконтинентального польоту на автожирі, він знову здійснив цю подорож, тепер у віці 94 років, на своєму Bonanza. У більш неквапливій мандрівці він зупинився на виставці EAA AirVenture в Ошкоші, штат Вісконсін, та в інших місцях. і досяг своєї мети поблизу Сан-Дієго. Зворотний шлях передбачав лише дві зупинки для заправки, а вся подорож зайняла 35,5 годин польоту.
Він продовжував літати на своєму Bonanza, а згодом і на Turbo Baron з Пукіпсі, поки він остаточно не відмовився від ліцензії в 2006 році. Кілька років до цього Федеральне авіаційне управління наполягало на тому, щоб він літав із допоміжним пілотом, але Міллер дав їм суворі вказівки ніколи не торкатися елементів керування. Він був найстарішим пілотом США.
Він написав книгу «Flying Stories: A Chronicle of Aviation History from Jennys to Jets by the Pilot Who Flew Through It All», опубліковану в 2002 році Міллер здійснив свій перший політ на планері в 2006 році у віці 100 років, і політ так сподобався, що він спробував ще раз.

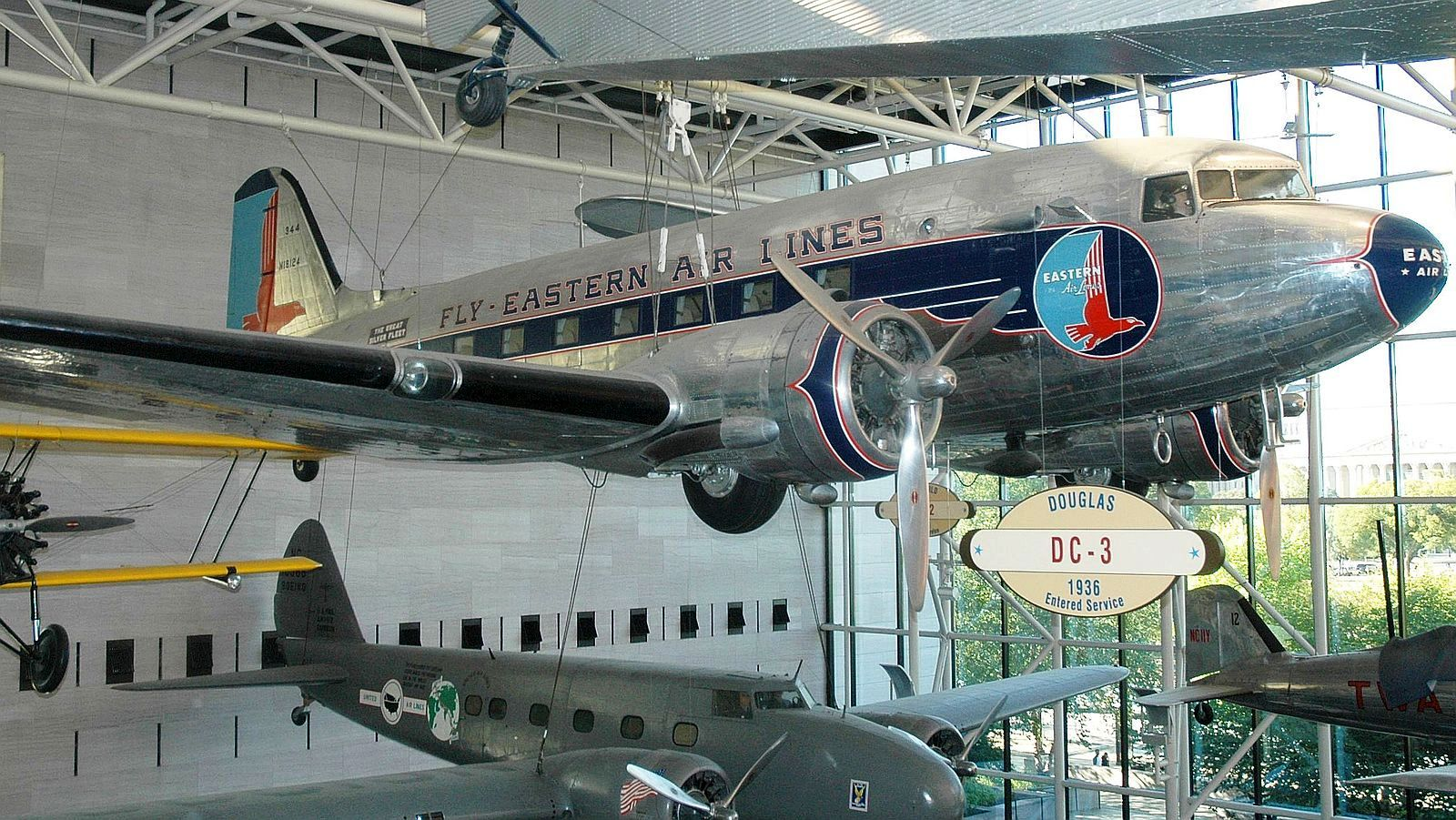
Eastern Air Lines Douglas DC-3 NC18124 в NASM

Міллер отримав премію Сікорського за участь в еволюції гелікоптера, почесну грамоту від Національної асоціації аеронавтики за внесок в авіацію, а також став почесним членом Товариства льотчиків-випробувачів.
Два літаки, якими керував Міллер, виставлені в Національному музеї авіації та космосу (NASM) у торговому центрі Washington Mall: Boeing 247D NC13369 компанії United Air Lines і Douglas DC-3 NC18124 компанії Eastern Air Lines. Два літаючі прототипи Columbia XJL-1, які він випробував, також знаходяться в музеях: один у Музеї авіації Піма, штат Аризона, а інший — у Музеї авіації Янкса, Каліфорнія.

## Особисте життя
Міллер одружився з Кетрін Норт Сейг 18 червня 1933 року. У них було троє дітей: Патриція, Джоанна та Джон Сейг Міллер. Кетрін померла 2 липня 1963 року. Через три роки він одружився з Едіт Мід, яка померла 18 квітня 1991 року
У 1960-х роках він почав переодягатися, прийнявши образ Фелісіті Шанделл.  Його заарештували в Нью-Йорку в березні 1964 року за звинуваченням у бродяжництві та маскуванні в публічних місцях. Його засудили до двох діб арешту умовно. Апеляції були відхилені як Апеляційним судом Нью-Йорка, так і Верховним судом США. Пізніше компанія Eastern Airlines звільнила Міллера за те, що він «сигналізував про гомосексуалізм».
Міллер стверджував, що ніколи не вживав алкоголь, каву чи тютюн, і ніколи не приймав ліки, що відпускаються за рецептом, за винятком останніх днів життя. Він їв багато фруктів і морепродуктів і ніколи не їв хліб з маслом. Він займався ходьбою.
Джонні Міллер помер 23 червня 2008 року у віці 102 років природною смертю в медичному центрі братів Вассар у Пукіпсі. Його останніми словами до племінника були: «Мабуть, мої літні дні закінчилися». Він заповів передати його тіло для медичних досліджень через Реєстр анатомічних подарунків.